# Panfilo Antonio Mazzara
Panfilo Antonio Mazzara (Sulmona, 25 febbraio 1701 – Sulmona, 30 agosto 1766) è stato un vescovo cattolico italiano.

## Biografia
Nato a Sulmona nel 1701 dalla nobile famiglia dei marchesi di Torre de' Passeri, fu ordinato sacerdote il 30 novembre 1726; fu quindi rettore della chiesa della Santissima Annunziata. Studiò presso l'Università di Napoli, diventando dottore in utroque iure.
Il 21 aprile 1749 venne nominato da papa Benedetto XIV vescovo di Teramo e fu consacrato il 1º maggio successivo a Roma dal cardinale Giovanni Antonio Guadagni, cardinale presbitero dei Santi Silvestro e Martino ai Monti, insieme a Ferdinando Maria de' Rossi e Michele Maria Vincentini come co-consacranti.
Appena insediato si prodigò per la riapertura del seminario diocesano, chiuso nel 1742, avvenuta nel febbraio del 1750. Gli anni del suo episcopato furono caratterizzati però da continui dissapori tra lui e il capitolo della cattedrale, tanto che il vescovo soggiornava per lunghi periodi nella sua città natale. Mantenne comunque l'incarico fino alla morte, avvenuta a Sulmona nel 1766.

## Genealogia episcopale
La genealogia episcopale è:
- Cardinale Scipione Rebiba
- Cardinale Giulio Antonio Santori
- Cardinale Girolamo Bernerio, O.P.
- Arcivescovo Galeazzo Sanvitale
- Cardinale Ludovico Ludovisi
- Cardinale Luigi Caetani
- Cardinale Ulderico Carpegna
- Cardinale Paluzzo Paluzzi Altieri degli Albertoni
- Cardinale Flavio Chigi
- Papa Clemente XII
- Cardinale Giovanni Antonio Guadagni, O.C.D.
- Vescovo Panfilo Antonio Mazzara